# فرانك والر
فرانك والر (بالإنجليزية: Frank Waller)‏ هو مدرب صوتي أمريكي، ولد في 24 يونيو 1884 في سانت بول في الولايات المتحدة، وتوفي في 29 نوفمبر 1941 في كانساس سيتي في الولايات المتحدة.

## وصلات خارجية
- فرانك والر على موقع أوليمبيديا (الإنجليزية)